# Lever (ceremoni)

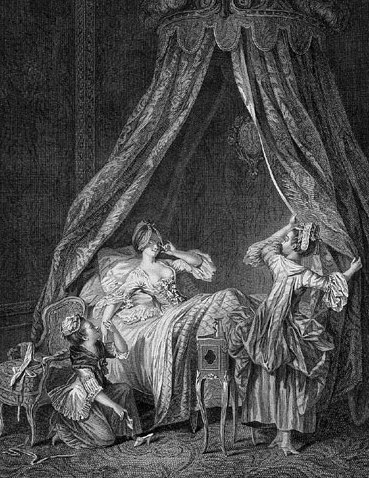
Le Lever.

Lever (av fr. lever, "stiga upp") var en invecklad procedur vid 1700-talets furstehov för kungens, drottningens eller en annan furstlig persons uppstigande ur sängen. Sedvänjan uppstod i Versailles under l'ancien régime och upphörde efter franska revolutionen. I proceduren ingick uppstigning, påklädning, tvättning och flera andra moment. Morgonritualen var offentlig vilket innebar att högt uppsatta inom hovet fick närvara och hjälpa till på olika sätt i enlighet med ett mycket invecklat hovprotokoll beroende på rangordning. Ceremonin fanns i en kort och en längre variant: petit lever respektive grand lever.